# Hany Abu-Assad
Pour les articles homonymes, voir Abu-Assad.
Abu-Assad (هاني أبو أسعد), né le 11 octobre 1961 à Nazareth, est un réalisateur palestinien de nationalité néerlando-israélienne. Avec son aîné Elia Suleiman, il fait partie des réalisateurs contemporains importants représentant la Palestine.
Son film le plus connu est Paradise Now.

## Biographie
Hany Abu-Assad est né à Nazareth en 1961 et a émigré aux Pays-Bas en 1980. 
Après des études de génie technique à Haarlem, il a travaillé pendant plusieurs années comme technicien aéronautique aux Pays-Bas.
À la suite de son renvoi, il entre dans le monde de l'audiovisuel en tant que producteur et fonde les productions Ayloul Films en 1990.
Il dirige son premier film en 1998, Het 14de kippetje (Le Quatorzième Poussin), à partir d'un script de l'écrivain Arnon Grünberg. Il réalise ensuite les courts-métrages Nazareth 2000 (2000) et Le mariage de Rana, un jour ordinaire à Jérusalem (2002).
Son film Ford Transit (2002) dont le sujet se situe en Israël/Palestine) a été diffusé sur la chaîne néerlandaise VRPO (Vrijzinnig Protestantse Radio Omroep), avant d'être stoppé lorsqu'on s'est aperçu qu'il ne s'agissait pas d'un documentaire mais d'une docu-fiction: en effet, un soldat israélien que le film présente est en réalité joué par un acteur palestinien. Ce film a provoqué de nombreux débats aux Pays-Bas pour déterminer à quel point un documentaire devait être factuel.

## Filmographie
- 1998 : Le Quatorzième Poussin (nl) (Het 14e kippetje)
- 2000 : Nazareth 2000 (documentaire)
- 2002 : Le Mariage de Rana, un jour ordinaire à Jérusalem (القدس في يوم آخــر, Al-Quds fi yawm akhar)
- 2005 : Paradise Now (الجنّة الآن)
- 2012 : The Specialist (The Courier)
- 2013 : Omar (عمر)
- 2015 : Le Chanteur de Gaza (The Idol)
- 2017 : La Montagne entre nous (The Mountain Between Us)
- 2021 : Le Piège de Huda (Huda's Salon)